# Каменита пустиња
Камените пустиње или хамаде представљају равне или слабо рашчлањене, голе и стеновите пределе, без воде и вегетације. Прекривене су стеновитом дробином која је настала процесом температурног разоравања. Широко су распрострањене и обухватају области Сахаре, већи део Гобија, иранске пустиње, као и ивичне делове Калахарија, Велике Викторијине пустиње и Гибсонове пустиње.